# Marcello Marcello
Marcello Marcello è un film del 2008 diretto da Denis Rabaglia. 
Il film è stato girato in Liguria, a Sarzana e a Montemarcello, ma anche a Ventotene e in un piccolo paese vicino a Lucerna.

## Trama
Si tratta di una storia d'amore ambientata in un piccolo paese chiamato Amatrello sulle coste del mar Tirreno, atmosfera anni '50.
Il giovanissimo Marcello Romei, figlio d'un pescatore, sconvolge la sua vita e quella di tutto un paese per conquistare la bella Elena Del Ponte, l'affascinante figlia del sindaco.